# Reintjes
Reintjes GmbH (orthographe propre REINTJES) est une entreprise allemande basée à Hamelin, fabriquant des réducteurs marins dans la gamme de puissance de 250 à 30 000 kW. En 2015, elle a produit environ 865 transmissions à son siège social de Hamelin. Au total, 90000 unités ont été livrées,. Le taux d’exportation de ses produits en 2012, y compris les exportations indirectes, était d’environ 90 %.

## Historique
Un atelier mécanique a été fondé à Emmerich am Rhein en 1879,. Les premières boîtes de vitesses ont été livrées en 1929. L’entreprise a déménagé d’Emmerich à Hamelin en 1950. La Fondation Eugen Reintjes pour la promotion de la santé et des services sociaux dans la ville de Hamelin a été fondée en 1962.
Depuis 1972, Karl Senner est le représentant exclusif des ventes et du service pour les boîtes de vitesses Reintjes en Amérique du Nord, en Amérique centrale et dans les Caraïbes.
En 1993, Reintjes Asia Pacific Pte Ltd a été fondée à Singapour et l’année suivante, Reintjes España, S.A. à Madrid. En 1995, Reintjes Middle East L.L.C. a été fondée à Dubaï. En 2004, Reintjes GmbH a racheté son client européen ayant le chiffre d'affaires le plus élevé de l’époque, AMW Antwerpse Motorenwerke NV à Anvers, a poursuivi l’activité sous le nom de Reintjes Benelux BVBA. Plus tard, Reintjes Asia Pacific Pte Ltd a ouvert un bureau de représentation à Shanghai et a repris Trans-Matic Pte Ltd à Singapour. En 2007, a eu lieu la construction d’un nouveau centre de tournage, de perçage et de rectification ainsi que d’un centre d’usinage vertical. En 2009, l’immeuble de bureaux a été agrandi avec un nouveau hall d’essai et de services. À l’échelle internationale, l’entreprise a développé un réseau mondial de vente et de service avec ses propres filiales et représentants. 
Reintjes Comercio e Servicos do Brasil LTDA a été fondée le 20 avril 2011 à Rio de Janeiro, et la création de Reintjes France SARL remonte au 9 janvier 2014. En octobre 2019, Stone Marine Services a été nommé agent des ventes et du service pour la Namibie et l’Angola.

## Produits
Depuis sa création, l’entreprise s’est spécialisée dans la production de transmissions marines. La plage de puissance a été étendue de 250 à 30000 kW. Les domaines d’application comprennent les bateaux de travail (250 à 30000 kW), les navires rapides (350 à 5000 kW) et les ferries rapides (600 à 13200 kW). Depuis 2011, des réducteurs pour turbines à vapeur, turbines à gaz et compresseurs sont également fabriqués et vendus.